# Eisenbahnunfall von Bad Aibling (1945)
Beim Eisenbahnunfall von Bad Aibling stießen am 28. Mai 1945 gegen 23:00 Uhr ein mit ehemaligen Wehrmachtsoldaten  besetzter Zug und ein Leerzug auf der eingleisigen Bahnstrecke Holzkirchen–Rosenheim zwischen dem Bahnhof Bad Aibling und dem Bahnhof Kolbermoor zusammen. Bei dem Unfall starben fünf Menschen.
An fast der gleichen Stelle stießen bei einem Unfall 2016 wieder zwei Züge zusammen, was zwölf Todesopfer forderte.

## Unfall

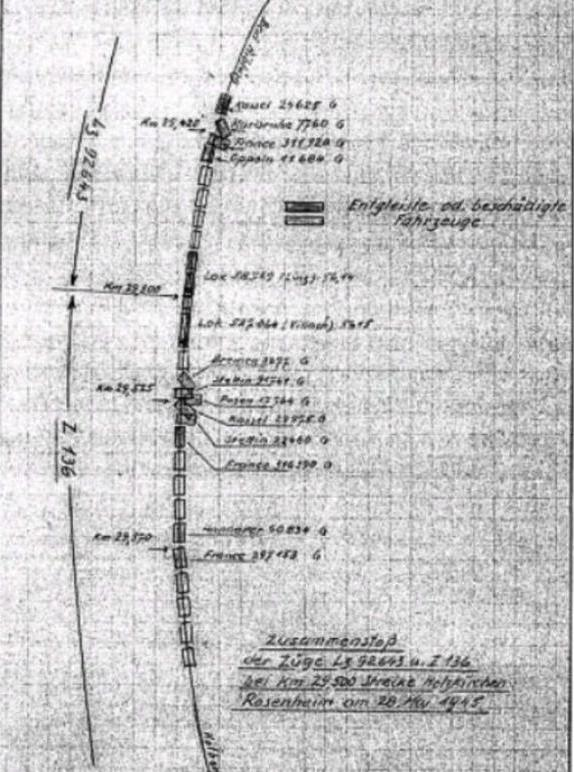
Skizze der Unfallsituation

Der frontale Zusammenstoß der Züge ereignete sich auf einem hier parallel zur Mangfall geführten, eingleisigen Streckenabschnitt bei Streckenkilometer 29,5. Der mit ehemaligen Wehrmachtsoldaten besetzte Zug kam aus Richtung Rosenheim, der Leerzug aus Richtung Holzkirchen. Die beiden Lokomotiven wurden bei dem Aufprall nur leicht beschädigt, es entgleisten aber mehrere Wagen der beiden Züge und einige wurden komplett ineinander geschoben. Fünf der ehemaligen Soldaten verloren bei dem Unfall ihr Leben, 21 weitere wurden zum Teil schwer verletzt. Vier der Toten wurden in Bad Aibling beigesetzt, von zweien waren die Namen nicht bekannt. Unter den Verletzten waren das Zugpersonal sowie einer der Lokführer.

## Unfallursache
Vor dem Unfall waren die Fernsprechleitungen und die Fernmeldeleitungen zwischen Bad Aibling und Kolbermoor seit mehr als acht Tagen unterbrochen. Eine Verständigung zwischen den Bahnhöfen war daher nicht möglich gewesen. Die Zugfahrten wurden auf Sicht durchgeführt.